# Verónica Cruz
Elba Verónica Cruz (Laprida, 7 de junio de 1970) es una académica argentina, profesora e investigadora de la Universidad Nacional de La Plata. Es licenciada en Trabajo Social por la Universidad Nacional del Centro de la Provincia de Buenos Aires, donde se graduó en 1992 y doctora en Trabajo Social por la Universidad Nacional de La Plata. Se desempeña como Secretaria de Derechos Humanos y Políticas de Igualdad de la Universidad Nacional de La Plata.

## Biografía
Verónica Cruz nació en Laprida (Provincia de Buenos Aires) el 7 de junio de 1970, cursó sus estudios primarios en la Escuela Gabriela Mistral y sus estudios secundarios en el Colegio Santa Teresa del partido de Olavarría. Cursó sus estudios universitarios de grado en la Universidad Nacional del Centro de la Provincia de Buenos Aires, donde se graduó como Licenciada en Trabajo Social en 1992.
Cursó estudios de posgrado en la Universidad Nacional de La Plata, donde se graduó en 2008 en la Maestría de Trabajo Social, en 2013 en la Especialización en Docencia Universitaria y en 2018 en el doctorado de Trabajo Social.

## Gestión universitaria
Cruz se desempeñó como directora general de Derechos Humanos de la Universidad Nacional de La Plata en el período 2014-2018, como Prosecretaria de Derechos Humanos en el período 2014-2022 y fue designada como Secretaría de Derechos Humanos y Políticas de Igualdad en el año 2022. Fue coordinadora Ejecutiva de la Red Interuniversitaria por la Igualdad de Género y Contra las Violencias (Red RUGE) del Consejo Interuniversitario Nacional durante el período 2020-2022. 
Es integrante del Consejo Directivo del Instituto de Estudios de Trabajo Social y Sociedad (IETSyS) de la Universidad Nacioanl de La Plata, el Comité Académico del Posdoctorado en Trabajo Social y la Comisión de Grado Académico de la Facultad de Trabajo Social de esa universidad.

## Publicaciones
- Lo metodológico en Trabajo Social, Editorial de la Universidad Nacional de La Plata, ISBN: 978-950-34-1135-3 (2014).
- Violencia de Género y Universidad. Hacia la consolidación de una política de reconocimiento y ampliación de derechos. (2018)